# Pasmo Chęcińskie
Pasmo Chęcińskie lub Grzbiet Chęciński – pasmo Gór Świętokrzyskich rozciągające się od okolic miejscowości Zajączków na północnym zachodzie po Chęciny na wschodzie. Znajduje się na południowym zachodzie od miasta Kielce. Składa się jest ze skał wapiennych i dolomitów dewońskich, w większej części bezleśne. Występują tutaj zjawiska krasowe. Na terenie pasma jest jedna z najpiękniejszych w Polsce jaskiń, Jaskinia Raj.

## Główne szczyty
- Miedzianka – 354 m n.p.m.
- Góra Zamkowa – 360 m n.p.m.
- Rzepka – 357 m n.p.m.
- Sosnówka – 321 m n.p.m.
- Żebrowica – 303 m n.p.m.
- Hutka – 286 m n.p.m.